# Río Negro (Centroamérica)
El río Negro es un río centroamericano que fluye entre los países de Honduras y Nicaragua que desemboca en la costa del Pacífico en el golfo de Fonseca. 
El río mide 154 kilómetros de largo y fluye principalmente por zonas boscosas entre ambos países con poco desarrollo urbano. Su curso principal nace en el sur de Honduras, desembocando en el golfo de Fonseca por el estero de San Bernardo.

## Hidrografía
Según el Centro de Estudios y Experimentación de Obras Públicas del Gobierno de España, el 12% del tramo del río fluye entre los dos países, delimitando así la frontera entre ellos. La cuenca hidrográfica del río es de 2.371 km² con 1.421 km² o el 60% en Nicaragua y 950 km² o el 40% en Honduras.

## Historia
En octubre de 1998, su camino fue sustancialmente alterado a causa del huracán Mitch que causó grandes daños en Centroamérica. Debido a estos cambios en el tramo, conjuntamente los gobiernos hondureños y nicaragüenses solicitaron apoyo técnico y financiero a la Organización de los Estados Americanos en el 2005 para solucionar problemas por la desviación del río.